# Stanislav Medvedenko
Stanislav "Slava" Medvedenko (ukr. Станіслав "Слава" Медведенко) (Karapiši, Ukrajina, 4. travnja 1979.) je bivši ukrajinski košarkaš koji je igrao na poziciji krilnog centra. S Los Angeles Lakersima je 2001. i 2002. osvojio NBA prvenstvo.

## Karijera

### Klupska karijera
Nakon karijere u domovini gdje je igrao za Budivelnik Kijev, Alitu Alytus i BC Kijev, Medvedenko 2000. odlazi u NBA gdje potpisuje za Los Angeles Lakerse. Tamo je bio poznat po šuterskoj tehnici.
Igrač je već u prve dvije sezone u klubu (2000./01. i 2001./02.) osvojio dva uzastopna NBA naslova. Sezona 2003./04. je za Medvedenka bila prijelomna jer je Karl Malone ozlijedio koljeno, tako da je ukrajinski košarkaš većinu utakmica počinjao u startnoj petorci.
Kasnije se i sam Medvedenko ozlijedio, tako da ga je novi trener Rudy Tomjanovich maknuo iz početnog sastava. Povratkom Phila Jacksona u Lakerse, Slava je vjerovao da će u klubu imati veću ulogu, posebice u "trokutnom napadu" kojeg je osmislio sam Jackson. Međutim, jer mu je savjetovana hitna operacija diskus hernije, propustio je većinu sezone 2005./06.
Košarkaš je klub napustio u ožujku 2006. kako bi Lakersi stvorili slobodno mjesto na rosteru za Jima Jacksona.
28. prosinca 2006. Medvedenko s Atlantom Hawks potpisuje ugovor vrijedan 600.000 USD. S novim klubom je odigrao ostatak sezone nakon čega prekida igračku karijeru.

### Reprezentativna karijera
Medvedenko je s košarkaškom reprezentacijom nastupio na EuroBasketu 2005. gdje je s Ukrajinom osvojio 13. mjesto.

## Vanjske poveznice
- Profil košarkaša na NBA.com
- Profil košarkaša na ESPN.com
- Medvedenkov prvi intervju u SAD-u